# Cethosia penthesilea
Cethosia penthesilea, é uma espécie de lepidóptero pertencente a família Nymphalidae. É originária do Sudeste da Ásia, Indonésia e Austrália.
As larvas se alimentam de Adenia heterophylla

## Galeria

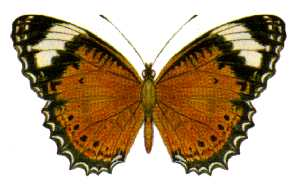
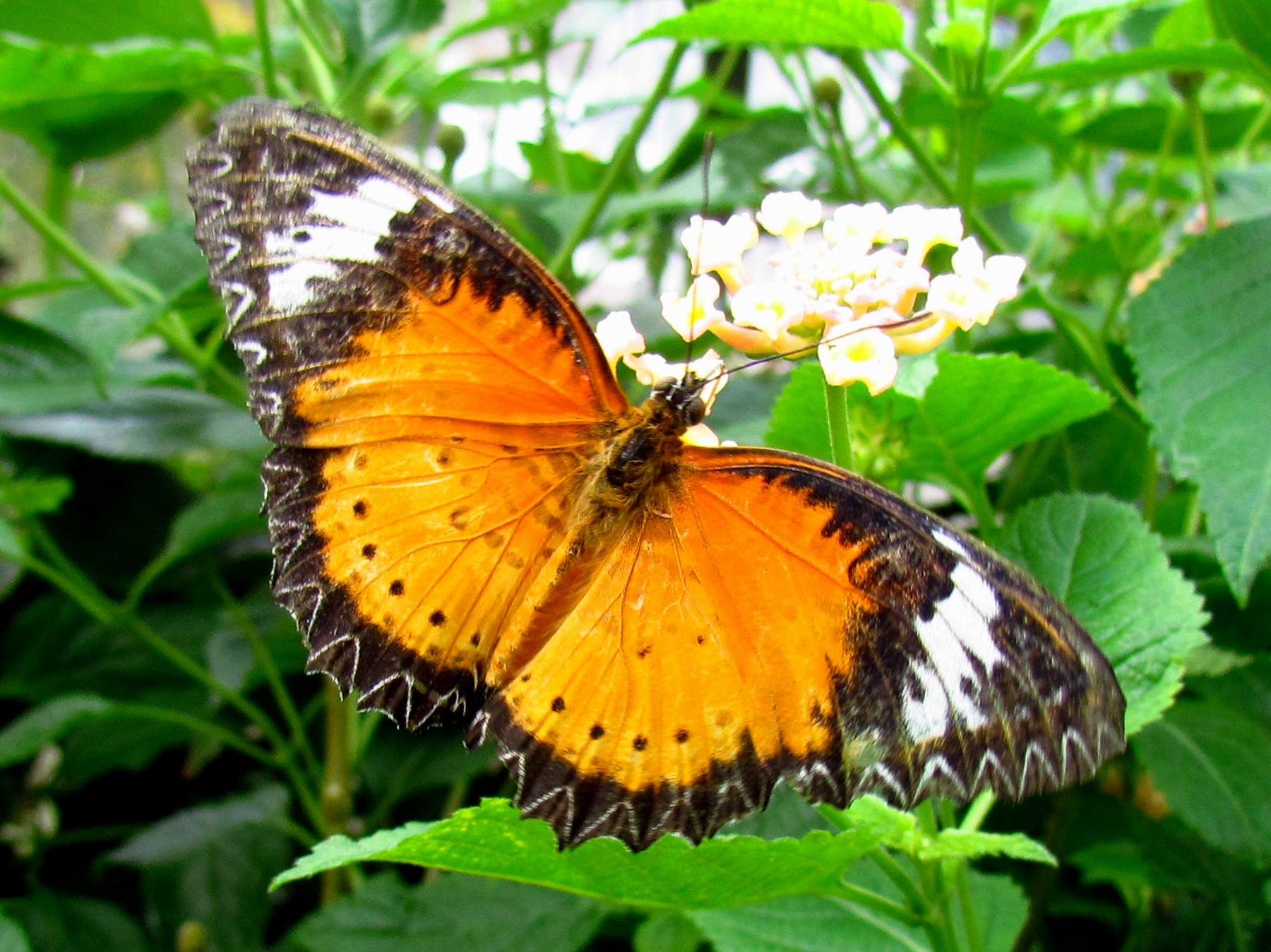
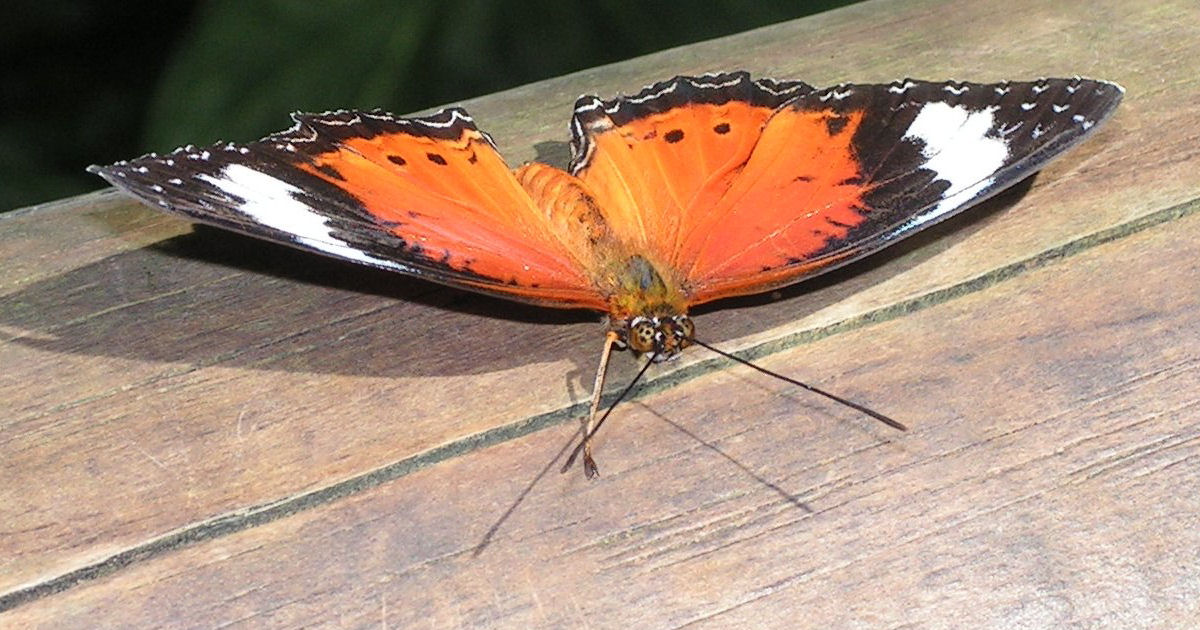